# Carlos Prats
General Carlos Prats González (Talcahuano; 2 de Fevereiro de 1915 — Buenos Aires; 30 de Setembro de 1974) foi Comandante-chefe do Exército chileno, antecedendo Augusto Pinochet nesse cargo.
Foi nomeado Comandante em Chefe das Forças Armadas pelo Presidente Eduardo Frei Montalva, logo após o assassinato de seu antecessor e amigo General René Schneider, tendo sido ratificado no cargo por Salvador Allende, de quem foi também Ministro do Interior, Ministro da Defesa e Vicepresidente da República. Constitucionalista e legalista, recusou-se a participar de qualquer golpe de estado, razão pela qual se viu obrigado a renunciar, abrindo assim o caminho para o sangrento golpe militar de Augusto Pinochet.
Morreu no exílio em Buenos Aires. Foi uma das vítimas do regime ditatorial de Pinochet sendo alvo de um atentado a bomba cometido em 1974 pela Dirección de Inteligencia Nacional DINA, a polícia secreta pinochetista, em Buenos Aires, no qual morreu, juntamente com a esposa, Sofía Cuthbert.

## Biografia
Filho primogênito de Carlos Prats Risopatrón e Hilda González Suárez, tinha três irmãos. Ingressou no exército aos 16 anos, tendo-se tornado o melhor aluno da Escuela Militar del Libertador Bernardo O'Higgins, recebendo uma condecoração das mãos do presidente Arturo Alessandri Palma.
Foi oficial de artilharia, desde 1934, no Regimiento de Artillería a Caballo Nº 3 "General Velásquez" (hoje Grupo de Artillería Nº 5 "Antofagasta", Regimiento Reforzado Nº 20 "La Concepción").
Casou-se Sofía Ester Cuthbert Chiarleoni em 19 de janeiro de 1944, em Iquique, tendo três filhas: Sofía Ester, María Angélica y Hilda Cecilia.
Em 1947 completou o curso para oficiais de Estado-Maior na Academia de Guerra, obtendo o primeiro lugar. Mais tarde tornou-se seu professor. Realizou o curso de Estado-Maior no Exército dos Estados Unidos, com excelentes resultados. Depois de comandar os regimentos Nº 3 "Chorrillos" e Nº 1 "Tacna", foi enviado, de 1964 a 1966, como adido militar para a Argentina. Obteve o mestrado em Ciências Políticas, com especialização em Relações Internacionais na Pontificia Universidad Católica de Chile e mestrado de Ciências Militares com especialização em Planejamento e Gestão Estratégica. Doutorou-se em Ciência Política e Sociologia, com especialização em Relações Internacionais, defendendo a tese A Economia, uma Nova Variável nas Relações Geopolíticas e Estratégicas no Cone Sul da América. É autor de vários trabalhos relacionados a temas de estratégia militar, temas de simulação computacional, e sistemas de comandos, publicados em várias revistas especializadas, chilenas e estrangeiras.

## Assassinato
Em 30 de setembro de 1974 Carllos Prats foi assassinado, em Buenos Aires, onde se exilara, juntamente com sua esposa Sofia Cuthbert, do lado de fora de seu apartamento, por um carro-bomba rádiocontrolado, que atirou destroços até o balcão do nono andar do edifício defronte. Mais tarde foi apurado que seu assassinato foi planejado pelos membros da polícia secreta de Augusto Pinochet, a DINA, liderada por Michael Townley, que também perpetrou o assassinato de Orlando Letelier em Washington.